# Хандурдыева, Курбансолтан Чарыевна
Курбансолтан Чарыевна Хандурдыева (туркм. Gurbansoltan Handurdyýewa) — туркменский государственный деятель.

## Биография
Родилась в 1962 году в Ашхабаде.
Образование высшее. В 1985 году окончила Туркменский государственный медицинский институт. По специальности — детский врач.
1982 — медицинская сестра в детском доме города Ашхабада.
1984—1986 — врач-интерн Марыйской велаятской детской больницы.
1988—2000 — в системе здравоохранения города Мары — участковый врач, врач-иммунолог, заведующая педиатрическим отделением Дома здоровья № 1.
02.06.2000—23.08.2002 — заместитель Марыйский велаят Туркменистана.
23.08.2002—15.11.2002 — заместитель министра экономики и финансов Туркменистана.
23.10.2002 — избрана депутатом Меджлиса Туркменистана II созыва (на довыборах).
15.11.2012—15.07.2003 — заместитель Председателя Кабинета министров Туркменистана.
16.11.2002—2003 — председатель Центрального совета Союза женщин Туркменистана имени Героя Туркменистана Курбансолтан эдже (по совместительству).
15.07.2003—02.12.2003 — председатель Генеральной дирекции Туркменского телевидения, уволена как не справившаяся со своими служебными обязанностями.